# Distrito electoral local 6 de la Ciudad de México
El VI Distrito Electoral Local de Ciudad de México es uno de los 33 distritos electorales Locales en los que se encuentra dividido el territorio de Ciudad de México. Su cabecera es la alcaldía Gustavo A. Madero.

## Ubicación
Abarca la sección sureste de Gustavo A. Madero. Limita al norte y al oeste con el distrito IV y al oeste coon el distrito II, ambos en la alcaldía Gustavo A. Madero, al sur con el distrito X y el distrito XI, ambos de la alcaldía Venustiano Carranza y al este con el municipio de Nezahualcóyotl en el Estado de México.

## Congreso de la Ciudad de México (desde 2018)
| Diputado            | Grupo parlamentario | Legislatura | Periodo     |
| ------------------- | ------------------- | ----------- | ----------- |
| Yuriri Ayala Zúñiga |                     | I           | 2018 - 2021 |
| Jorge Gaviño Ambriz | Sin partido         | II          | 2021 - 2024 |
| Yuriri Ayala Zúñiga |                     | III         | 2024 -      |

## Resultados electorales

### 2021
|  | 42.1606 % |

|  | 41.2169 % |

|  | 3.1412 % |

|  | 1.4999 % |

|  | 1.6329 % |

|  | 0.8165 % |

|  | 0.9404 % |

|  | 2.4390 % |

|  | 0.1527 % |

|  | 3.0213 % |

|  | 100.00 % |